# Dietro l'angolo (film 1938)
Dietro l'angolo (Just Around the Corner) è un film statunitense del 1938 diretto da Irving Cummings.

## Trama
Penny è una bimba di dieci anni che frequenta un'esclusiva scuola privata per ragazze quando viene informata dalla direttrice che dovrà tornare a casa per vivere con il padre vedovo, Jeff Hale. Penny apprende la notizia con gioia, ignara che suo padre, un importante architetto, è in gravi difficoltà finanziarie e non può più permettersi di pagare la retta scolastica della figlia. Dopo essere arrivata all'elegante edificio Riverview, Penny si reca nell'attico dove aveva abitato negli ultimi tre anni con il padre ma qui il giovane Milton Ramsby le dice che l'attico è ora occupato da lui stesso, da Lola,la sua sorella maggiore, da sua madre Julia e dal signor Samuel G. Henshaw, il suo ricco zio. L'amministratore dell'edificio Waters, persona tanto pignola quanto insopportabile, fa condurre la bimba a quello che è la sua vera dimora, un piccolo appartamento nel seminterrato dove, finalmente, incontra il padre  il quale non esercita più il lavoro di architetto ma quello di tuttofare all'interno dell'elegante edificio ed agli ordini di Waters. Jeff è rattristato da come le cose stanno andando ma la figlia, sempre ottimista, vede questo cambiamento di vita come un'avventura e si adatta con entusiasmo a sbrigare anche le faccende di casa. Penny, però, si scontra più volte con Waters, che cerca di tenerla lontana da alcuni luoghi dell'edificio che una volta frequentava quando suo padre era ancora benestante. La bimba, però, ha anche degli amici che le vogliono bene come la cameriera Kitty, il parrucchiere Gus e il fattorino Jones. Un giorno, il padre le spiega che la loro attuale situazione è dovuto al fatto che la banca ha interrotto i lavori dell'importante edificio che egli aveva progettato, l'East Gate Project e ciò è dovuto al fatto che non ci sono soldi sufficienti perché lo zio Sam, (cioè la nazione americana), deve continuamente soddisfare le richieste di case, vestiti ed impieghi da parte di operai, casalinghe e contadini e le mostra un disegno su un giornale che raffigura lo zio Sam a cui sono aggrappati uomini e donne che rappresentano i diversi ceti della società. Jeff, inoltre, è innamorato, ricambiato, di Lola, la nipote di Henshaw, il banchiere che è il responsabile dell'interruzione dell'East Gate Project. Jeff viene spinto da Lola a chiedere al finanziere di riprendere i lavori ma ottiene, solamente, un brusco rifiuto. La ragazza, allora, gli propone di sposarla ma l'uomo sa che, nell'attuale situazione, dovrebbe dipendere da lei e perciò rifiuta e questo porta i due a litigare. Nel frattempo, Penny ha fatto amicizia con Milton che salva da una banda di piccoli monelli di strada che, però, le sono amici. Penny, inoltre, arriva a credere che lo zio Sam, di cui le ha parlato il padre, sia il signor Henshaw, sia per la somiglianza con il disegno sul giornale sia perché Milton lo ha chiamato proprio "zio Sam" e, a modo suo, lo "salva", con qualche calcio ben assestato negli stinchi, da un assedio di giornalisti che gli chiedono notizie sull'andamento della borsa, guadagnandosi la simpatia del vecchio. Penny, poi, taglia i boccoli di Milton e lo coinvolge anche in una zuffa con uno dei monelli, tutte cose molto apprezzate dallo zio che non sopporta l'educazione poco "virile" imposta dalla madre al ragazzino. Non contenta, la dinamica bambina fa pure riappacificare il padre con Lola che dice chiaramente allo zio di voler sposare Jeff ma l'anziano finanziere non è d'accordo. Per evitare il matrimonio, allora, telefona al signor Blake, un suo amico, chiedendogli di offrire a jeff un lavoro che lo allontani dalla nipote. L'amico lo accontenta proponendo a Jeff un progetto della durata di due anni nel Borneo. L'uomo, benché titubante, vorrebbe accettare ma Penny, che è decisamente contraria, ha un'idea: organizzare uno spettacolo per racimolare sufficiente denaro da versare allo zio Sam in modo che questi possa far riprendere i lavori del East Gate Project ed evitando, così, che il padre parta per il Borneo. Il pubblico dello spettacolo è costituito da tanti bambini dei quartieri meno abbienti che però pagano una monetina per assistervi. L'informazione è ghiotta per i giornali che pubblicano la notizia che i bambini poveri stanno aiutando economicamente il ricco signor Henshaw. In effetti, Penny consegna il denaro al tycoon e riesce anche a toccargli il cuore. Lo spettacolo, preparato con cura, ha come protagonisti il portiere, l'autista, le cameriere ed i dipendenti del Riverview ed anche di altri alberghi ed edifici di New York, oltre, ovviamente, ad una bravissima Penny che canta e balla e si rivela un successo. Il tutto si conclude con l'arrivo dei giornalisti e della polizia che finisce per arrestare Waters mentre il signor Henshaw comunica ufficialmente che farà riprendere i lavori del East Gate Project sotto la guida di Jeff che non dovrà, quindi, più partire e potrà contare sull'amore di Lola.